# Ludus Magnus
Pour les articles homonymes, voir Ludus (homonymie).
Le Ludus Magnus était la principale caserne de gladiateurs de Rome, située à proximité du Colisée, dans la vallée entre l'Esquilin et le Caelius. Ses ruines se trouvent de nos jours dans le rione de Monti.
Il fut une des quatre casernes (ludi) construites par Domitien outre le Ludus Gallicus, le Ludus Matutinus et le Ludus Dacicus et la seule dont des vestiges restent visibles en partie depuis la redécouverte du site en 1937 lors des travaux de construction d'un immeuble.

## Historique
L'espace occupé par le Ludus Magnus le fut auparavant par un quartier d'habitations détruit par le grand incendie de Rome sous Néron.
La construction de Domitien fut restaurée sous Trajan. L'édifice était dirigé par un procurateur de rang équestre. Outre le Ludus Magnus, bien d'autres édifices destinés à la gladiature se trouvaient dans le même quartier : Des casernes plus petites (le Ludus Matutinus, le Ludus Dacicus, le Ludus Gallicus) qui soit ont été retrouvées lors de fouilles, soit sont visibles sur le plan de marbre sévérien, mais aussi des installations destinées aux marins chargés du velum (Caserne des marins de Misène) ainsi qu'un hôpital et une morgue.

## Description
La fouille n'a eu un caractère systématique qu'en 1959-1961. La bâtisse construite en briques comprenait trois étages et un portique. Un amphithéâtre miniature (seule la moitié de l'arène elliptique est visible, la cavea pouvant accueillir 3 000 spectateurs) destiné à l'entraînement occupait le centre de la construction. Autour se trouvaient des pièces destinées au logement des gladiateurs, dont 14 situées sur le côté nord sont conservées. Des fontaines occupaient les angles de la cour. Un tunnel permettait aux gladiateurs d'accéder directement au couloir central du Colisée tout proche.

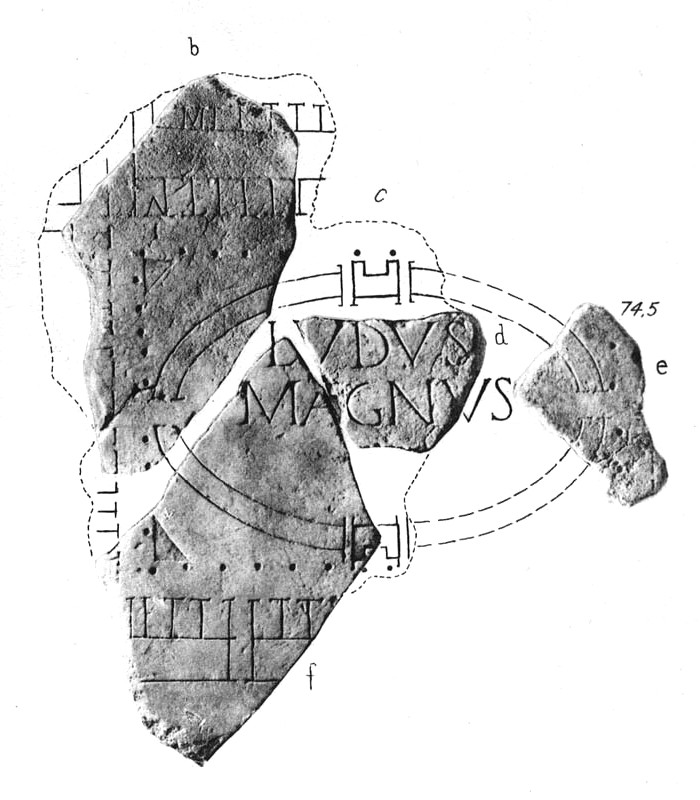
Détail de la Forma Urbis
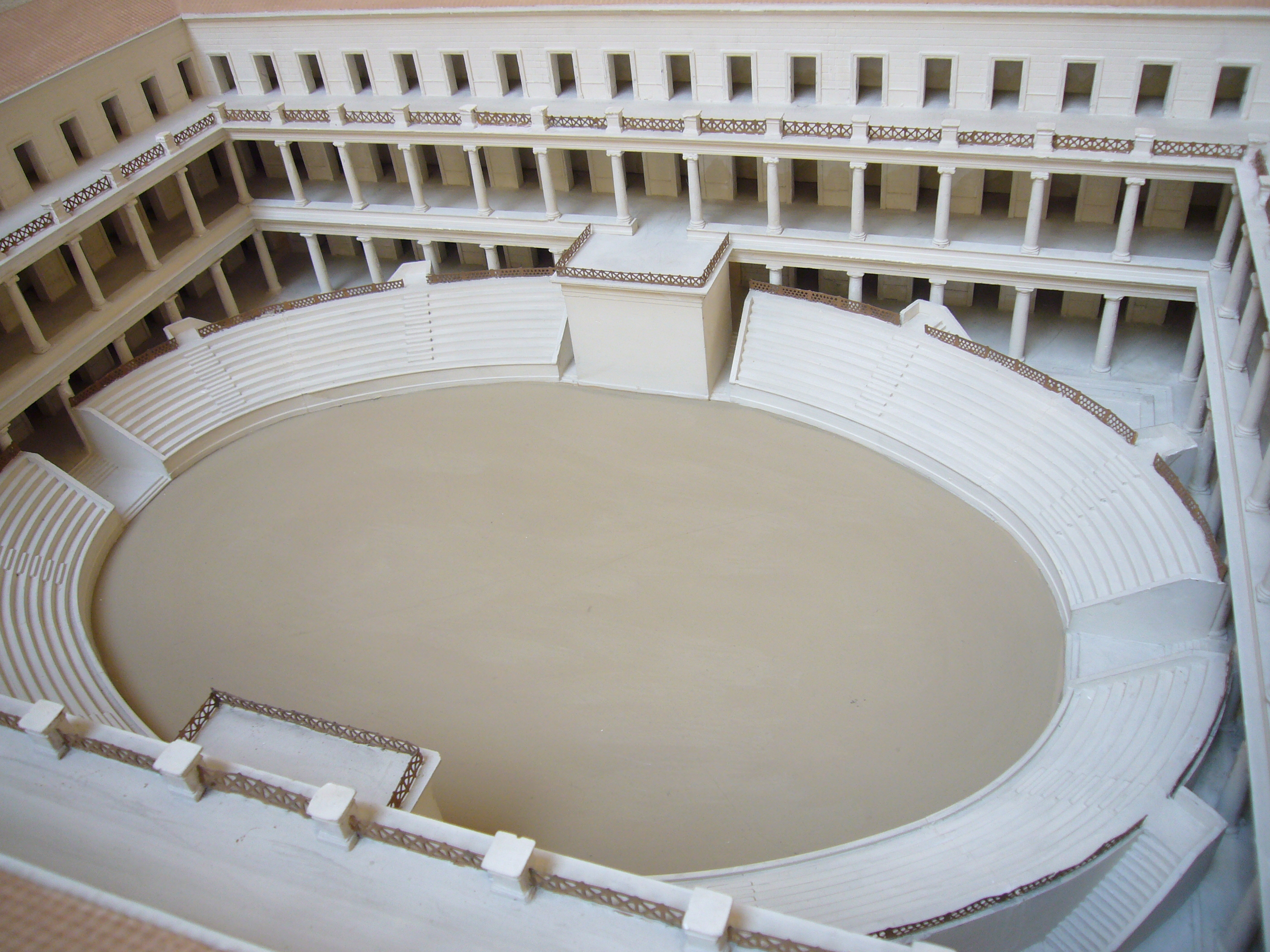
Maquette du Ludus Magnus
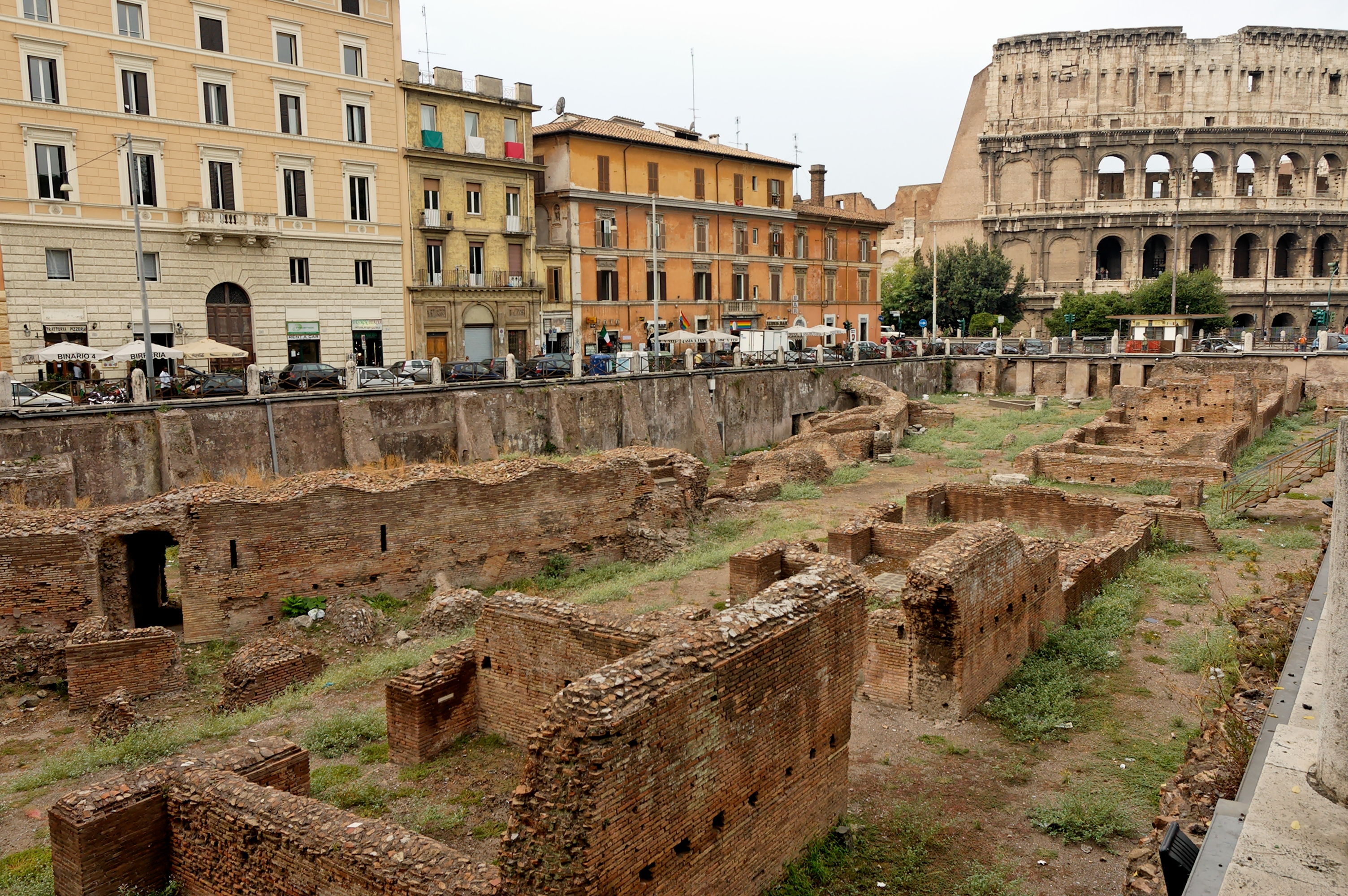
La caserne à proximité immédiate du Colisée avec les parties de la construction destinées à accueillir les gladiateurs
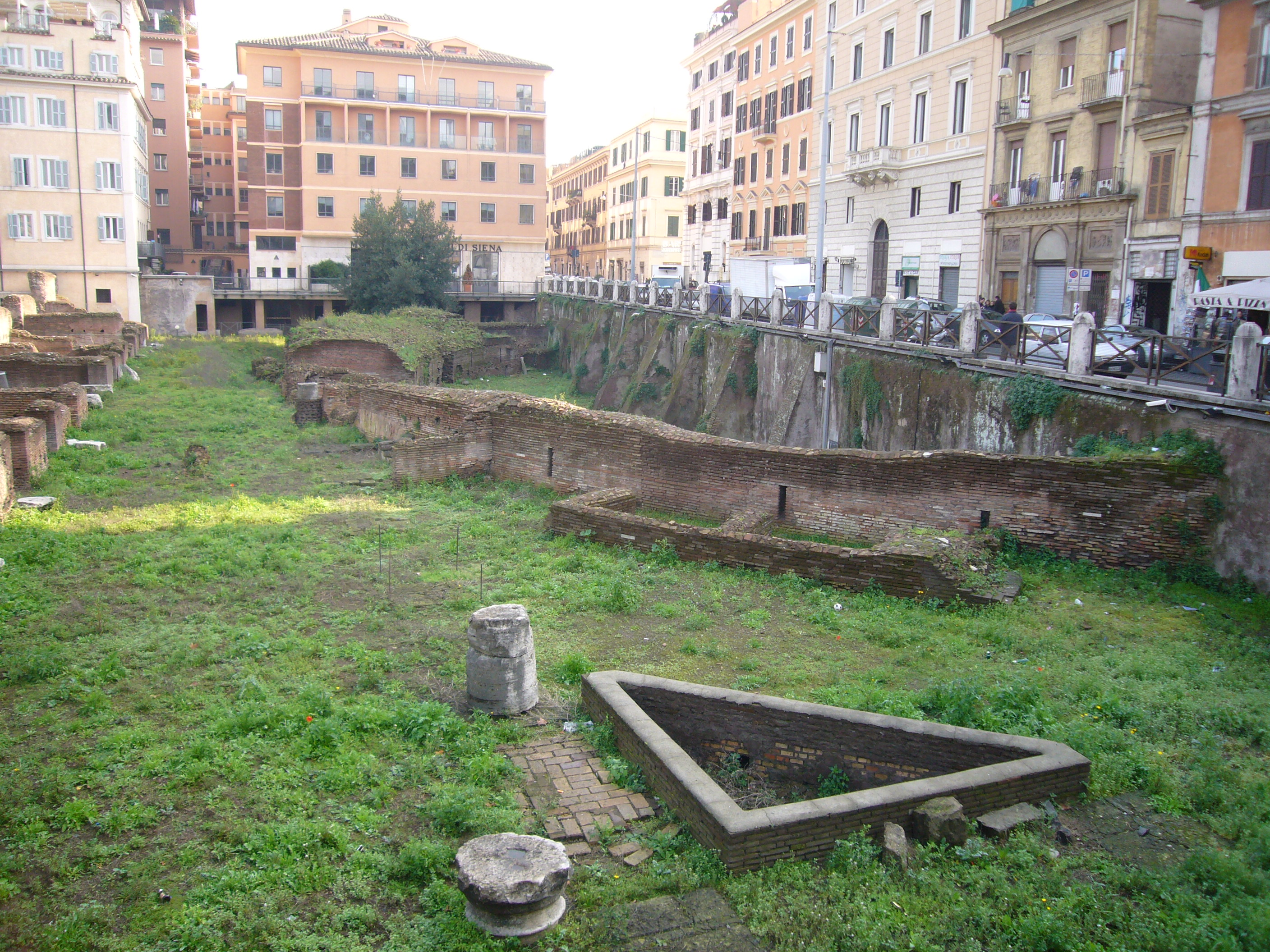
Vue sur l'angle de l'amphithéâtre d'entraînement avec une fontaine d'angle